# George Peppard
George Peppard Byrne (Detroit, Michigan, 1928. október 11. – Los Angeles, Kalifornia, 1994. május 8.) amerikai színész. Emlékezetes alakítása Paul Varjak író az Álom luxuskivitelben című filmben és A szupercsapat ezredese, John 'Hannibal' Smith a televíziós sorozatban.

## Élete
George Peppard 1928-ban született Detroitban id. George Peppard építési vállalkozó és Vernelle Rohrer operaénekes és énektanárnő fiaként. Születésekor édesanyja már öt elvetélésen volt túl. Egy évre rá a család a nagy gazdasági világválság következtében tönkrement, apjának egy időre el kellett hagynia a családot, hogy munkát keressen.
1945-ben az Amerikai hadsereg besorozta. Egy évvel később tizedesi rangot kapott, később tengerészgyalogos lett. A háború után a Purdue Egyetemen építészetet tanult. Első komolyabb szerepeit a Broadwayen kapta, nagy tehetségnek tartották.

## Magánélete
Peppard ötször volt házas, és abból három gyermeke született.
Első felesége Helen Davies 1954-től 1964-ig; tőle két gyermek született, Bradford és Julie.
Második Elizabeth Ashley 1966-tól 1972-ig, akivel a Kalandorok film forgatása idején ismerkedett meg: egy fia született, Christian.
További házasságai Sherry Boucher-Lytle (1975-1979) és később Alexis Adamssal (1984-1986) is csak válással végződött.
Utolsó házassága Laura Taylorral 1992-től a haláláig tartott.

## Utolsó évei és halála
Peppard 1978-ban legyőzte súlyos alkohol problémáit, és ekkor elhatározta, hogy segít az alkoholistákon. Közben az élete során három csomag cigarettát füstölt naponta, egészen addig, amíg 1992-ben nem diagnosztizáltak nála tüdőrákot.
Annak ellenére, hogy a későbbi években már egészségügyi problémákkal küzdött, folytatta a filmezést. 1994-ben, nem sokkal a halála előtt, befejezte utolsó kísérleti szerepét a Matlock filmsorozatban, melyben az öregedő nyomozó Max Morgant formálta meg.
1994. május 8-án tüdőgyulladásban halt meg 65 éves korában. Halála után szülei mellé temették a Northview Temetőjében, Dearborn, Michiganben.

## Filmográfia
| Év   | Cím                         | Eredeti cím                | Szerep                        |
| ---- | --------------------------- | -------------------------- | ----------------------------- |
| 1994 |                             | Matlock                    | Max Morgan                    |
| 1984 | Meghökkentő mesék VII.      | Tales of the Unexpected    | Sgt. Guedo                    |
| 1983 | A szupercsapat              | The A-Team                 | John 'Hannibal' Smith ezredes |
| 1981 | Arany a tó fenekén          | Race for the Yankee Zephyr | Theo Brown                    |
| 1980 | Csata a csillagokon túl     | Battle Beyond the Stars    | Cowboy                        |
| 1979 | Pokoltól a győzelemig       | From Hell to Victory       | Brett Rosson                  |
| 1977 |                             | Damnation Alley            | Eugene Denton                 |
| 1971 | Hark, a vonatrabló          | One More Train to Rob      | Harker Fleet                  |
| 1970 | Ágyú Cordobának             | Cannon for Cordoba         | Capt. Rod Douglas             |
| 1970 |                             | The Executioner            | John Shay                     |
| 1968 |                             | House of Cards             | Reno Davis                    |
| 1967 | A Sivatagi Róka hadjárata   | Tobruk                     | Kurt Bergman                  |
| 1967 | Jericho kegyetlen éjszakája | Rough Night in Jericho     | Dolan                         |
| 1966 | A kék Max                   | The Blue Max               | Bruno Stachel                 |
| 1965 | Crossbow-akció              | Operation Crossbow         | John Curtis                   |
| 1965 |                             | The Third Day              | Steve Mallory                 |
| 1964 | Kalandorok                  | The Carpetbaggers          | Jonas Cord                    |
| 1963 |                             | The Victors                | Chase                         |
| 1962 | A vadnyugat hőskora         | How the West Was Won       | Zeb Rawlings                  |
| 1961 | Álom luxuskivitelben        | Breakfast at Tiffany's     | Paul Varjak                   |
| 1960 | A földalattiak              | The Subterraneans          | Leo Percepied                 |
| 1960 | Haza a dombról              | Home From the Hill         | Raphael "Rafe" Copley         |
| 1959 | A Pork Chop-domb            | Pork Chop Hill             | Chuck Fedderson               |